# 熊汝达
熊汝达（1520年—1590年），字德明，号北潭，江西进贤人，明朝政治人物，进士出身。

## 生平
江西乡试第七名，嘉靖二十三年（1544年）登甲辰科二甲進士，初授刑部主事，升刑部郎中，三十四年十二月恤刑浙江。嘉靖三十五年（1556年）擔任泉州府知府。後升任四川副使，歴广东右布政，隆慶二年（1568年）正月进左布政，三年九月擢都察院右副都御史、巡抚广东，四年三月以原官提督军务巡抚浙江，五年三月升南京刑部右侍郎，七月改南兵部，十一月改工部右侍郎。
神宗即位，负责提督明昭陵工程，萬曆元年（1573年）八月以以父老乞休。二年七月因昭陵裬恩门殿等处砖石沉陷，被问责，令冠帶閑住。
萬曆十一年（1583年）二月起复工部右侍郎，八月升刑部左侍郎，九月官至南京右都御史，十一月以前督工昭陵损陷，復被户科给事中徐三畏弹劾，著冠带闲住。所著有《读书札记》、《知惊録》、《糓堂或问》、《弋虫集》、《观物稾》。

## 家族
曾祖熊恕民。祖父熊懷道。父熊譽。母萬氏，継母魏氏、朱氏。重庆下。兄熊沾。弟愈奇、汪、洋、激、淑。